# (35378) 1997 WN12
1997 WN12 (asteroide 35378) é um asteroide da cintura principal. Possui uma excentricidade de 0.21590810 e uma inclinação de 1.33005º.
Este asteroide foi descoberto no dia 23 de novembro de 1997 por Spacewatch em Kitt Peak.